# Rova Darom Mizrach
Rova Darom Mizrach (hebrejsky: רובע דרום מזרח , doslova Jihovýchodní čtvrť) je čtvrť v jihovýchodní části Tel Avivu v Izraeli. Jde o jednu ze sedmi částečně samosprávných částí, na které byl Tel Aviv rozdělen (přičemž část území města do tohoto systému nespadá). Ze správního a administrativního hlediska se Tel Aviv rozděluje na devět částí, které se z těmito částečně překrývají. V tomto případě Rova Darom Mizrach tvoří spolu se sousední Rova Mizrach správní čtvrť Rova 9.

## Geografie
Leží v rovinaté, zcela urbanizované krajině nedaleko od pobřeží Středozemního moře v nadmořské výšce do 20 metrů. Na jihu sousedí s enklávou původní zemědělské krajiny podél toku Nachal Ajalon. Na severovýchodě sousedí s městem Giv'atajim.

## Popis čtvrti
Na severu je ohraničena ulicí Derech ha-Hagana, na jihu a západě takzvanou Ajalonskou dálnicí (Netivej Ajalon), která sestává z částečně se překrávajících úseků dálnice číslo 1 a dálnice číslo 20. Na východě je hranicí třída Derech ha-Tajasim.
Čtvrť Rova Darom Mizrach je spíše umělou územní jednotkou vytvořenou pro správní, demografické a statistické účely. Sestává ale z jedenácti podčástí, které představují autentické a specifické urbanistické celky. Jde o následující čtvrtě:
- Šchunat ha-Tikva (včetně podčásti Bejt Ja'akov)
- Jedidja
- Kfar Šalem
- Livne
- Neve Barbur
- Neve Cahal
- Neve Eli'ezer
- Neve Chen
- Neve Kfir
- Nir Aviv
- Šchunat Ezra a ha-Argazim

Zástavba má smíšený charakter. 88 % plochy tvoří obytné okrsky, zbytek zaujímají komerční a průmyslové areály. V posledních 30 letech zde došlo k rozsáhlé výstavbě a renovaci starších urbanistických souborů. Došlo tím k výraznému zvýšení obytné kapacity, zejména v lokalitě Kfar Šalem. Populace je rozmanitá, vyšší je tu podíl nových přistěhovalců. K prosinci 2007 zde žilo 44 297 lidí.
Nachází se tu Stadion Šchunat Hatikva, tržnice Šuk Hatikva nebo urbanisticky významný Park Edith Wolfson.